# Festuca cinerea
Festuca cinerea là một loài thực vật có hoa trong họ Hòa thảo. Loài này được Vill. mô tả khoa học đầu tiên năm 1786.

## Hình ảnh

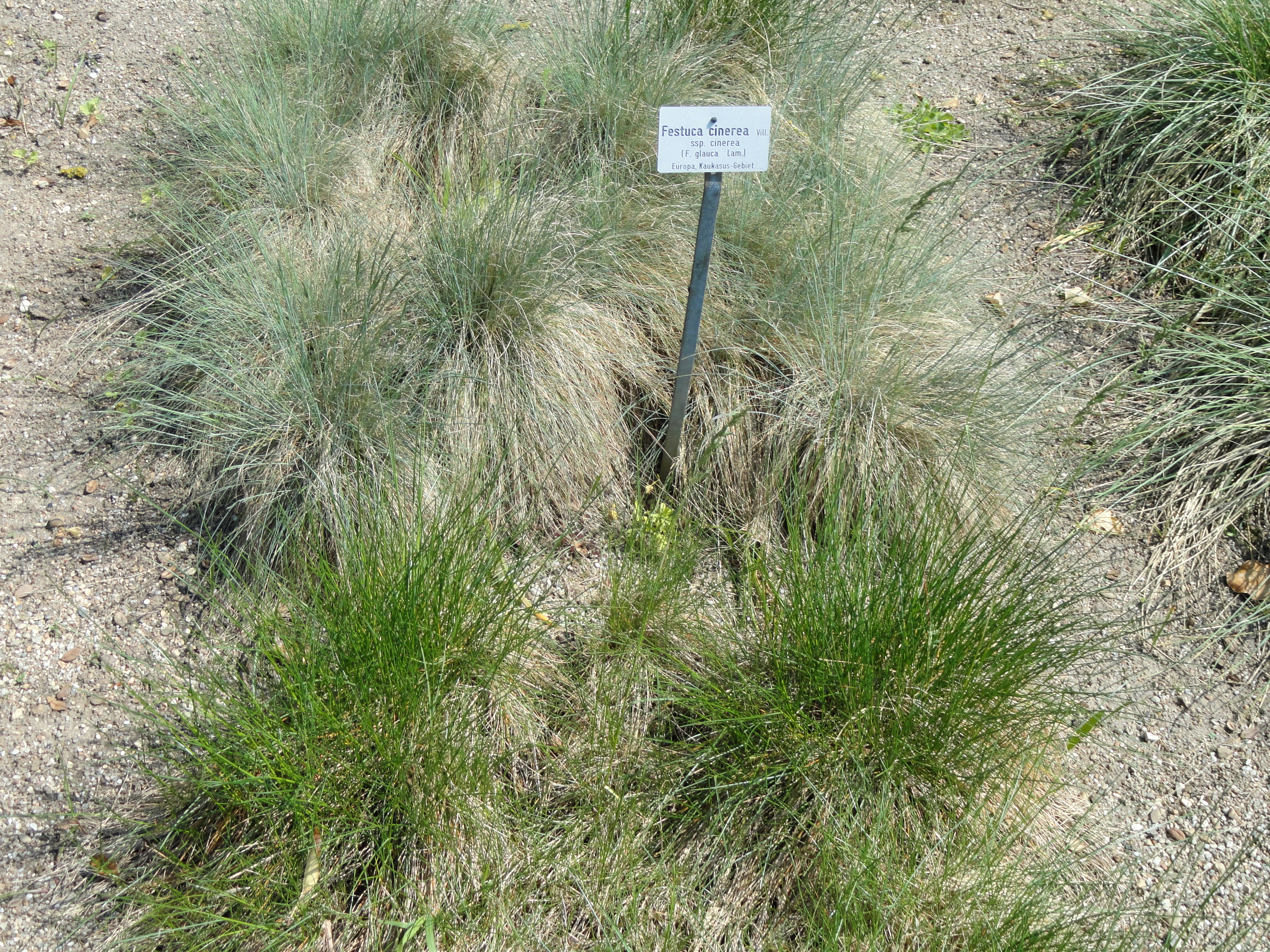
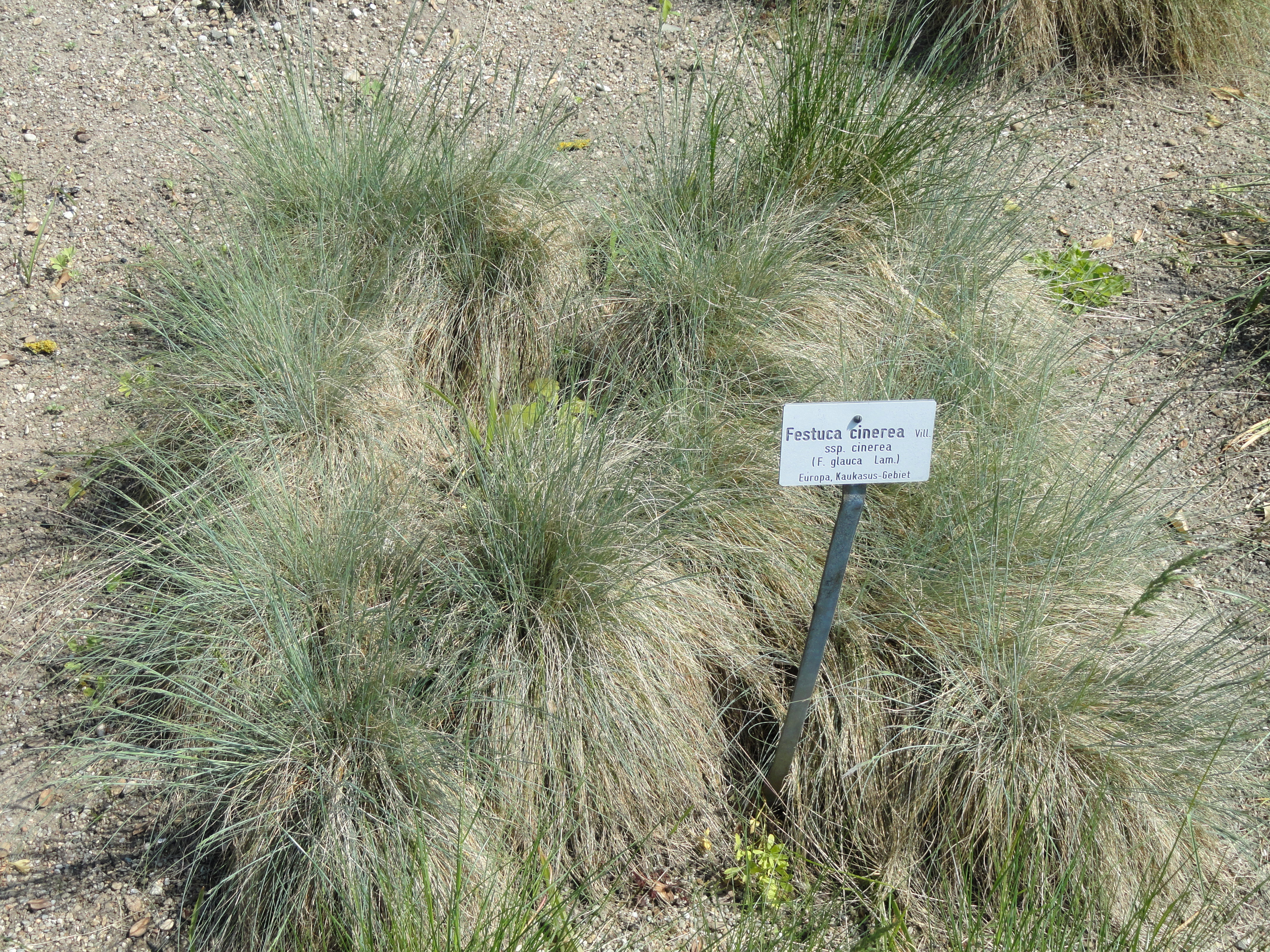
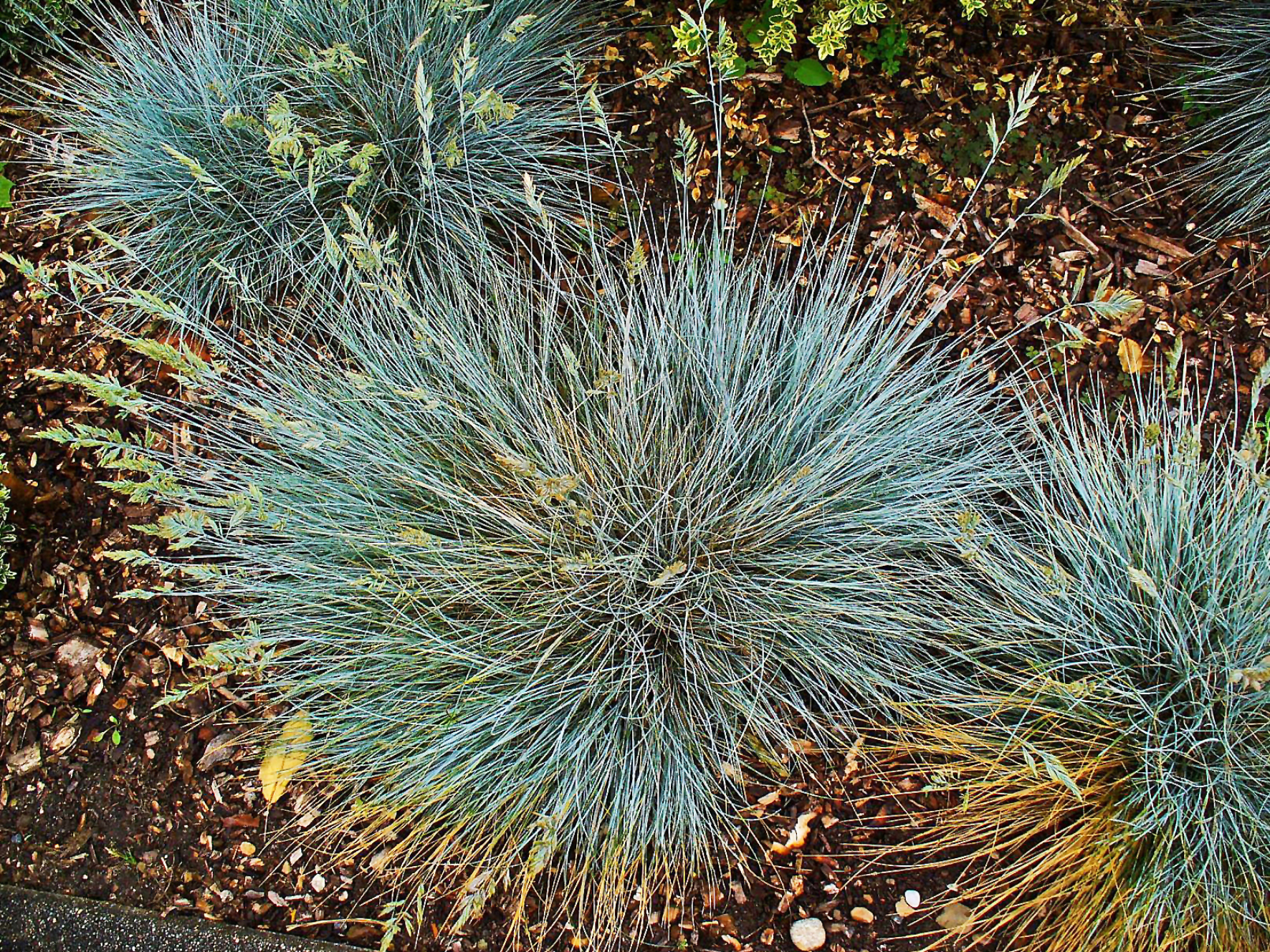
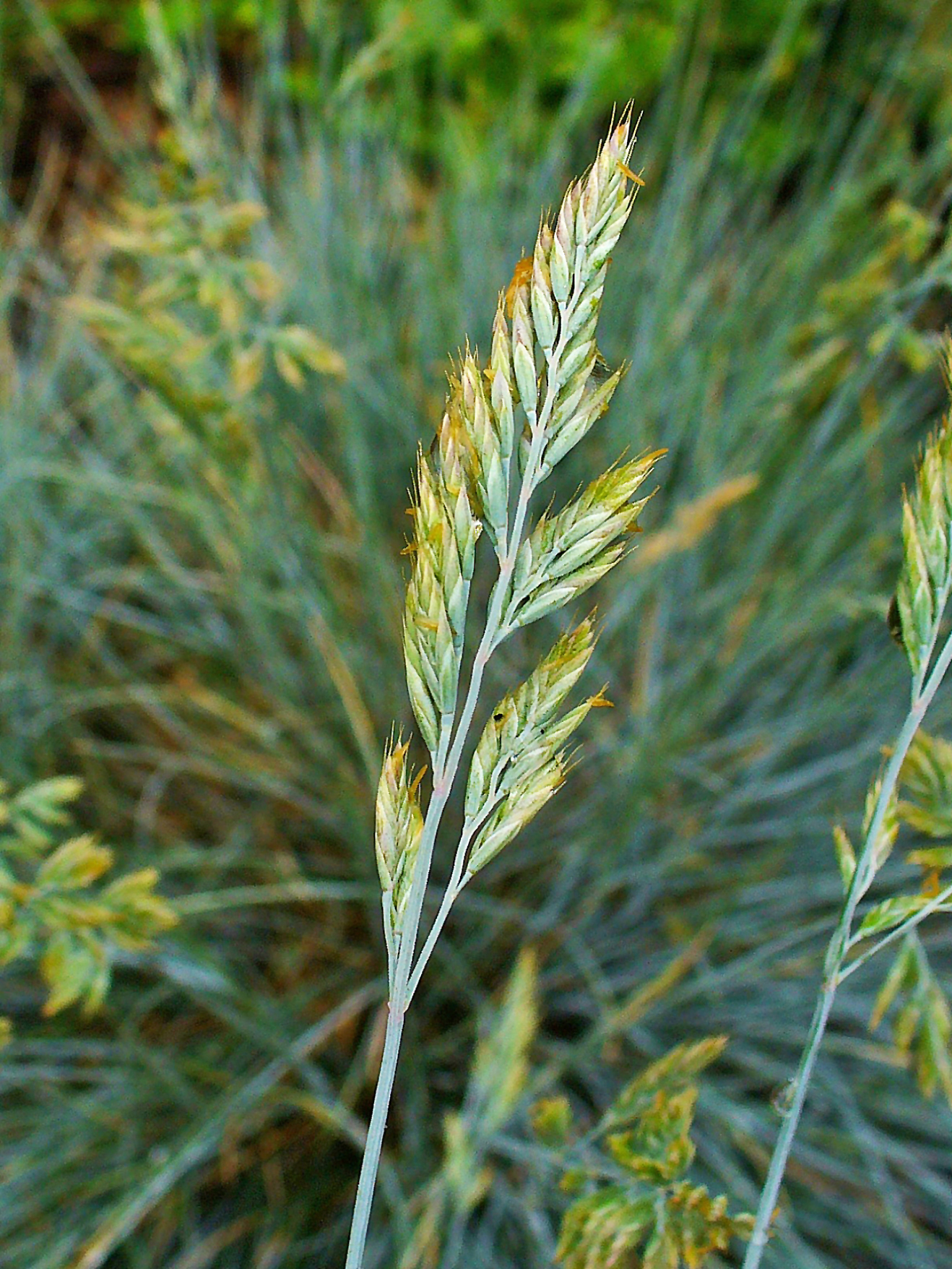